# دهستان لیراوی شمالی
لیراوی شمالی، دهستانی است از توابع بخش مرکزی بندر دیلم در استان بوشهر ایران.

بلوک(منطقه) لیراوی شمالی شامل روستاهای سیاه‌مکان بزرگ، سیاه‌مکان کوچک، بنه‌اسماعیل، بویرات، مال‌شهاب، باباحسن جنوبی، باباحسن شمالی، بنه‌احمد، خواجه‌گیر، گاوزرد، گزلوری، مظفری جنوبی، مظفری شمالی و شیخ‌زنگی می باشد.

## مردم
مردم این دهستان لر لیراوی هستند به زبان لری با گویش لیراوی سخن می گویند.

## جمعیت
براساس سرشماری سال ۱۳۸۵ جمعیت آن ۲٬۳۹۷ نفر (۴۷۸ خانوار) بوده‌است.